# Liste des longs métrages cubains proposés à l'Oscar du meilleur film international
Cet article présente la liste des longs métrages cubains proposés à l'Oscar du meilleur film international.

## Films proposés par Cuba
| Année (Cérémonie) | Titre français                   | Titre original                   | Langue(s)                | Réalisateur                               | Résultat                        |
| ----------------- | -------------------------------- | -------------------------------- | ------------------------ | ----------------------------------------- | ------------------------------- |
| 1979 (51e)        | Le Recours de la méthode         | El recurso del método            | espagnol                 | Miguel Littín                             | Non nommé                       |
| 1988 (60e)        | Un hombre de éxito (es)          | Un hombre de éxito (es)          | espagnol                 | Humberto Solás                            | Non nommé                       |
| 1989 (61e)        | Cartas del parque (es)           | Cartas del parque (es)           | espagnol                 | Tomás Gutiérrez Alea                      | Non nommé                       |
| 1990 (62e)        | Papeles secundarios (pt)         | Papeles secundarios (pt)         | espagnol                 | Orlando Rojas                             | Non nommé                       |
| 1991 (63e)        | La bella del Alhambra (es)       | La bella del Alhambra (es)       | espagnol                 | Enrique Pineda Barnet                     | Non nommé                       |
| 1992 (64e)        | Hello Hemingway (es)             | Hello Hemingway (es)             | espagnol                 | Fernando Pérez Valdés                     | Non nommé                       |
| 1993 (65e)        | Adorables mentiras (es)          | Adorables mentiras (es)          | espagnol                 | Gerardo Chijona (es)                      | Non nommé                       |
| 1995 (67e)        | Fraise et Chocolat               | Fresa y chocolate                | espagnol                 | Tomás Gutiérrez Alea, Juan Carlos Tabío   | Nommé                           |
| 1997 (69e)        | Pon tu pensamiento en mí (ca)    | Pon tu pensamiento en mí (ca)    | espagnol                 | Arturo Sotto Díaz (ca)                    | Non nommé                       |
| 1998 (70e)        | Amor vertical (ca)               | Amor vertical (ca)               | espagnol                 | Arturo Sotto Díaz (ca)                    | Non nommé                       |
| 2003 (75e)        | Nada +                           | Nada +                           | espagnol                 | Juan Carlos Cremata Malberti              | Non nommé                       |
| 2004 (76e)        | Suite Habana                     | Suite Habana                     | muet                     | Fernando Pérez Valdés                     | Non nommé                       |
| 2006 (78e)        | Viva Cuba                        | Viva Cuba                        | espagnol                 | Juan Carlos Cremata Malberti              | Non nommé                       |
| 2007 (79e)        | El Benny (es)                    | El Benny (es)                    | espagnol                 | Jorge Luis Sánchez (es)                   | Non nommé                       |
| 2008 (80e)        | La edad de la peseta (es)        | La edad de la peseta (es)        | espagnol                 | Pavel Giroud                              | Non nommé                       |
| 2010 (82e)        | Los dioses rotos (es)            | Los dioses rotos (es)            | espagnol, yoruba         | Ernesto Daranas (es)                      | Non nommé                       |
| 2012 (84e)        | Habanastation (es)               | Habanastation (es)               | espagnol                 | Ian Padrón (es)                           | Non nommé                       |
| 2015 (87e)        | Chala, une enfance cubaine       | Conducta                         | espagnol                 | Ernesto Daranas (es)                      | Non nommé                       |
| 2017 (89e)        | L'Accompagnant (es)              | El acompañante                   | espagnol                 | Pavel Giroud                              | Non nommé                       |
| 2019 (91e)        | Sergio et Sergei (ca)            | Sergio y Serguéi                 | espagnol, anglais, russe | Ernesto Daranas (es)                      | Rejeté dans la sélection finale |
| 2020 (92e)        | Un traductor (es)                | Un traductor (es)                | espagnol, russe          | Rodrigo Barriuso (ca), Sebastián Barriuso | Non nommé                       |
| 2021 (93e)        | Buscando a Casal (es)            | Buscando a Casal (es)            | espagnol                 | Jorge Luis Sánchez (es)                   | Non nommé                       |
| 2024 (96e)        | Riquimbili o El mundo de Nelsito | Riquimbili o El mundo de Nelsito | espagnol                 | Fernando Pérez Valdés                     | Disqualifié                     |